# Стьопаново
Стьо́паново (рос. Стёпаново) — присілок у складі Електростальського міського округу Московської області, Росія.

## Населення
Населення — 138 осіб (2010; 222 у 2002).
Національний склад (станом на 2002 рік):
- росіяни — 83 %